# Eğerci, Gemerek
Eğerci là một thị trấn thuộc huyện Gemerek, tỉnh Sivas, Thổ Nhĩ Kỳ. Dân số thời điểm năm 2011 là 1.527 người.